# 長沙南駅
長沙南駅（ちょうさみなみえき）は、中華人民共和国湖南省長沙市雨花区黎托郷にある、中国鉄路総公司（CR）の駅である。中国の中南地区で最大の駅である。
本項では、近接する長沙地下鉄の長沙火車南駅（ちょうさかしゃみなみえき）、湖南磁浮交通発展股份有限公司の磁浮高鉄駅（じふこうてつえき）についても記述する。
長沙地下鉄 長沙火車南駅

## 所属路線
中国鉄路総公司
武広旅客専用線：武漢駅起点より362km、広州南駅終点まで707km。
滬昆旅客専用線：上海虹橋駅起点より1083km、貴陽北駅まで706km。
長沙地下鉄
■2号線
■4号線
湖南磁浮交通発展股份有限公司
■長沙磁浮快線

## 歴史
- 2007年9月1日 - 建設を開始した。この時点では新長沙駅との仮称であった[3]。
- 2009年12月26日 - 武広旅客専用線の開業に伴い開業した[4]。
- 2014年9月16日 - 滬昆旅客専用線が開業し接続。

## 駅構造

### 中国鉄路総公司
中南建築設計院第三設計所の設計でホーム上屋は水の波を表現している。
単式ホーム1面、島式ホーム7面を持つ地上駅である。線路は17本あり、そのうちの2本が通過線である。駅全体の面積は40万m2で、そのうちの駅舎面積は13.7万m2である。

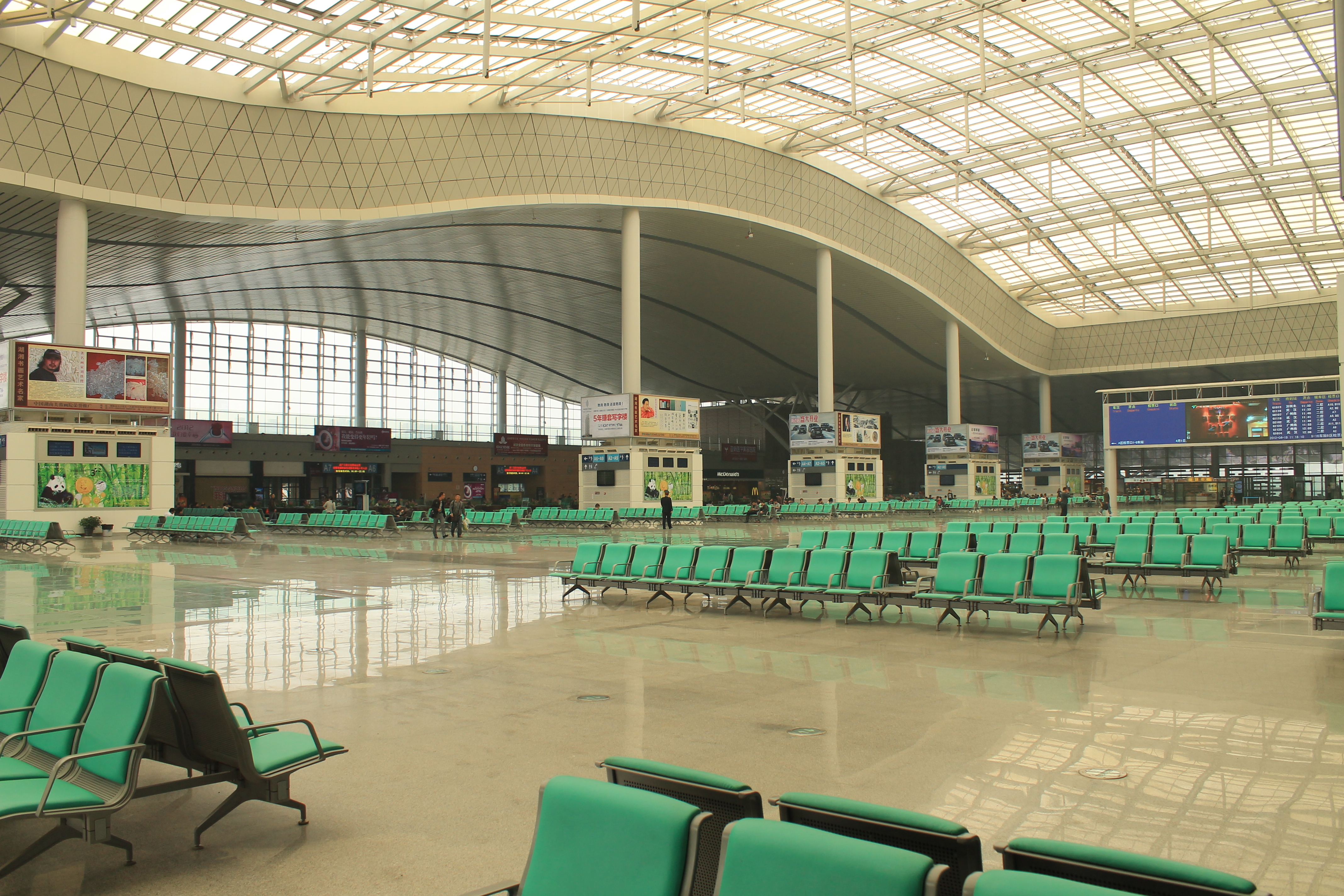
出発ロビー
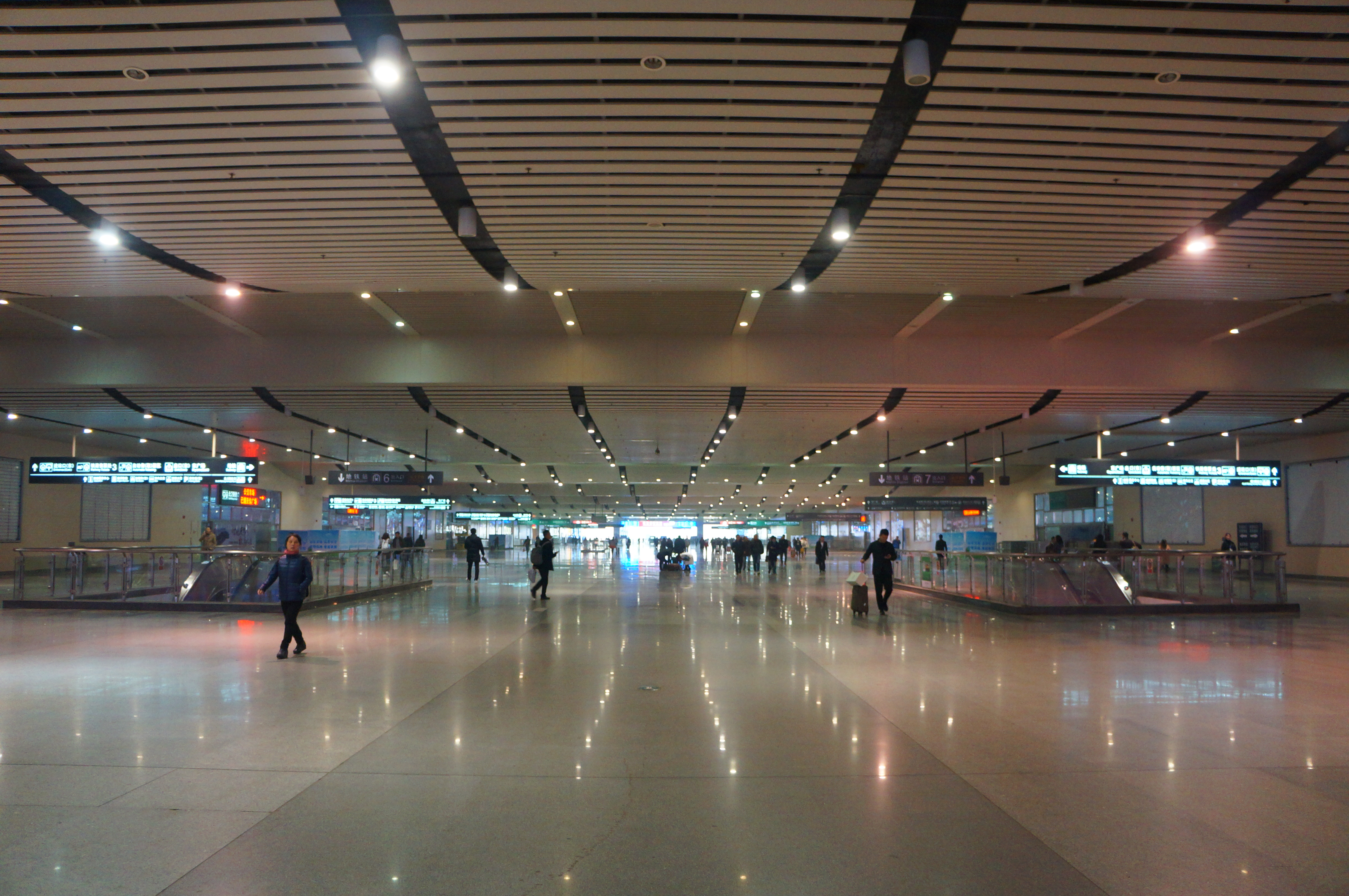
到着ロビー
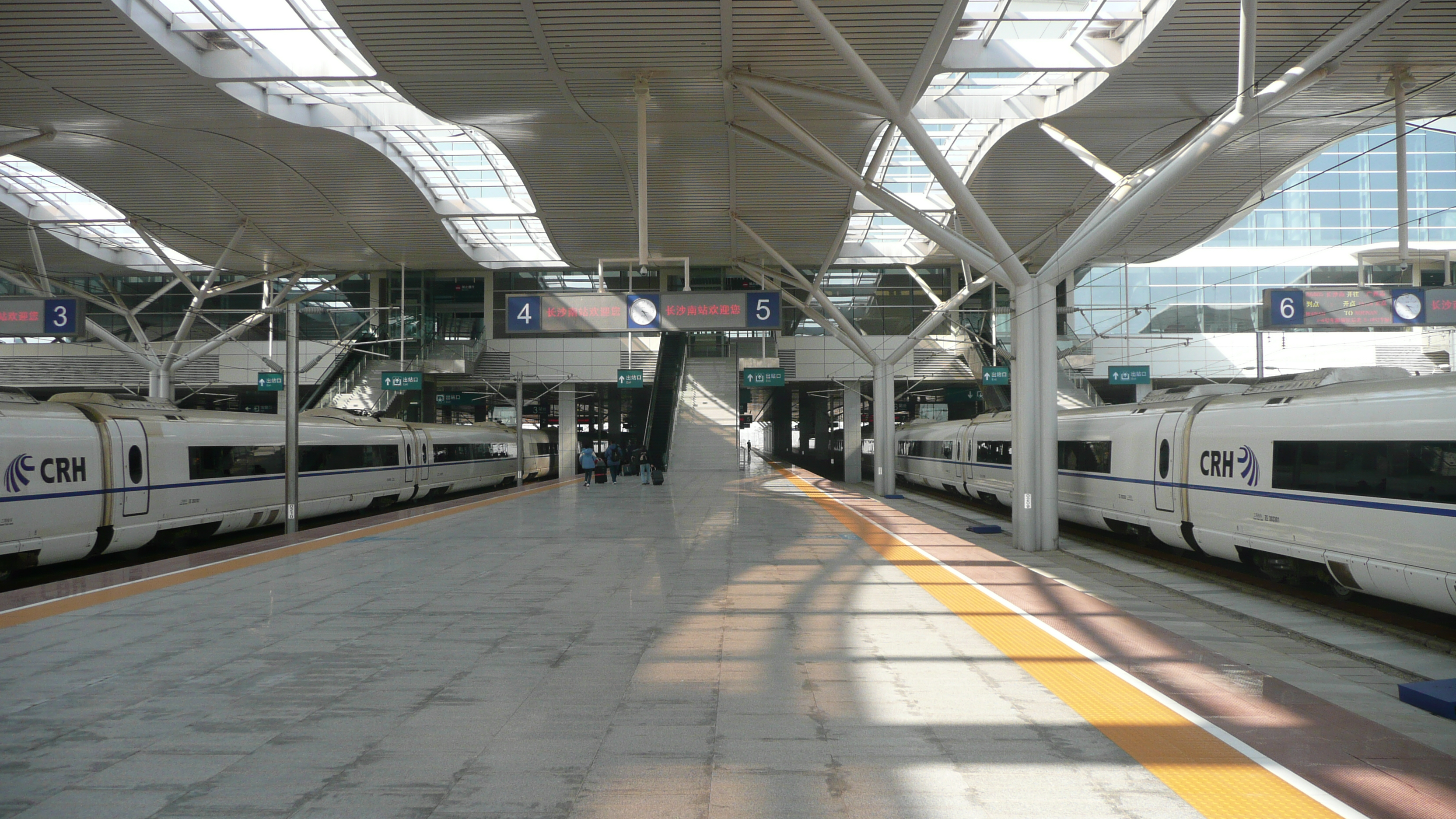
プラットホーム

### 長沙地下鉄
地下2階構造で、地下1階に改札階、地下2階に島式1面2線のホームがある。

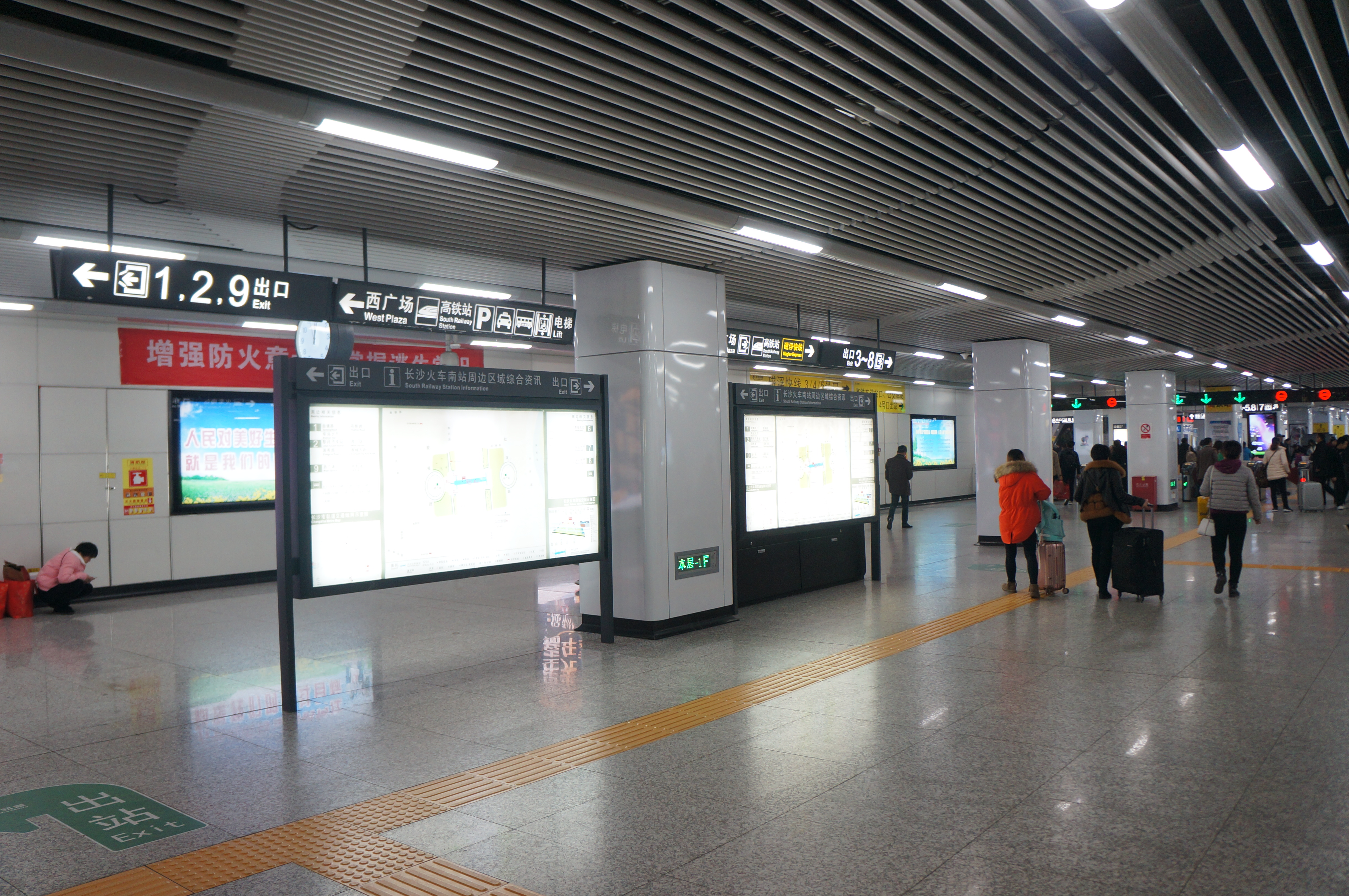
改札階
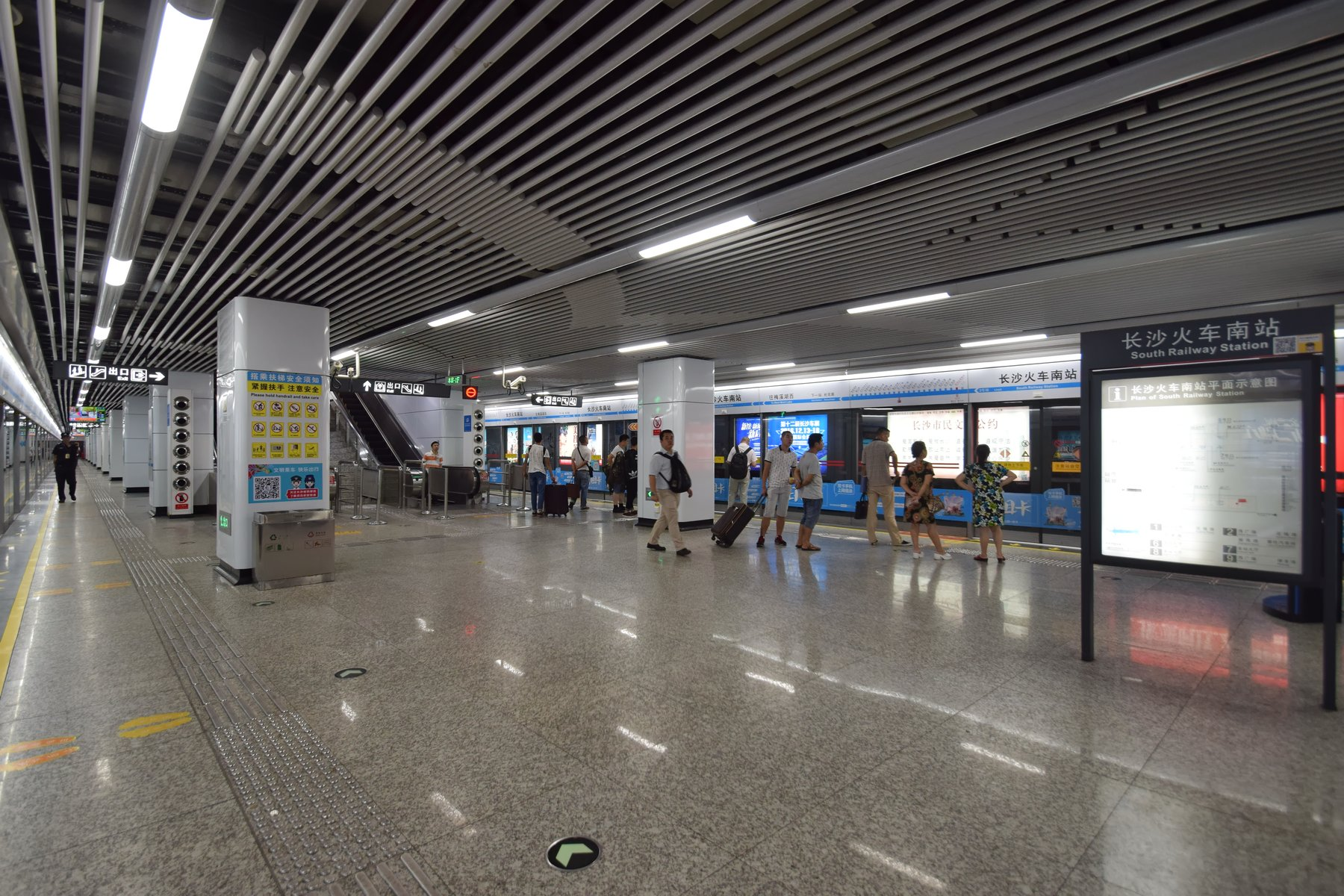
プラットホーム

### 長沙磁浮快線
相対式ホーム1面2線を有する高架駅で、乗車ホームと降車ホームで分かれている。

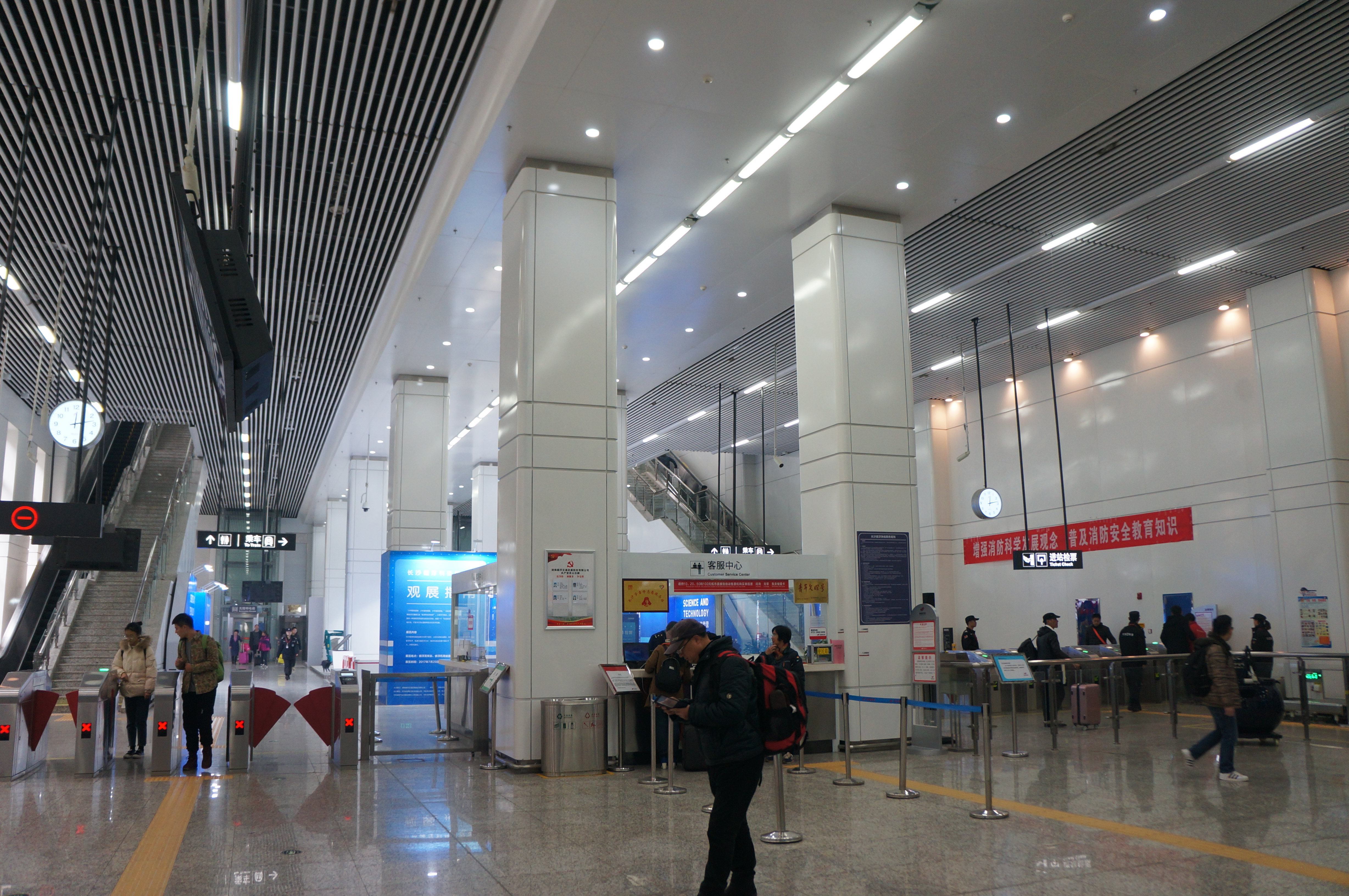
改札口
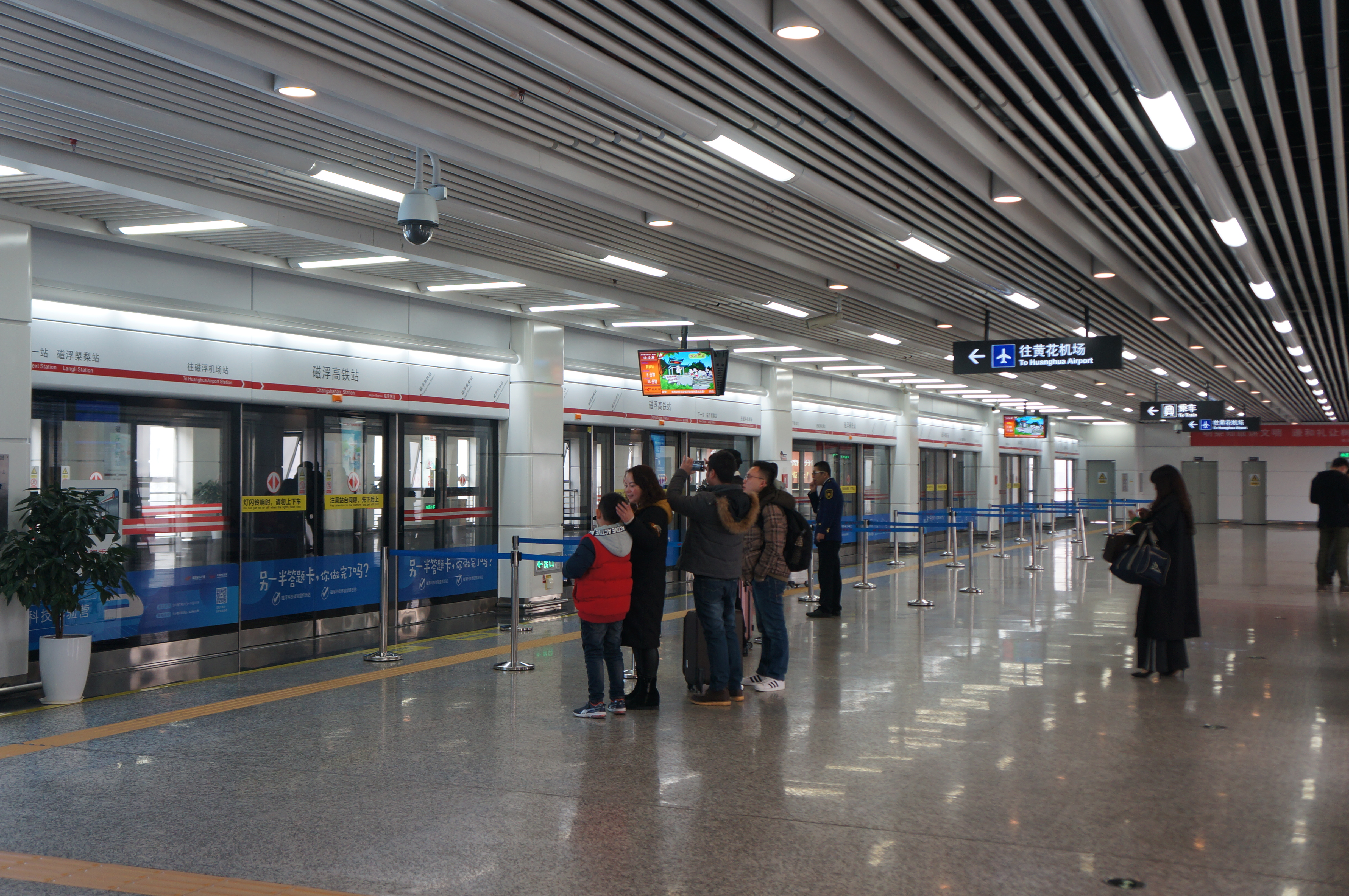
プラットホーム

## 利用状況
毎日60本の旅客列車が発着する。武広旅客専用線の3つの始発駅のうちの一つである（他の2つは武漢駅と広州南駅）。

## 駅周辺
- 長沙市バスのりば - 駅1階。長沙駅、長沙西バスターミナルなどと接続
- 長沙黄花国際空港行きバスのりば - 駅1階
- 黎托高速バスターミナル - 駅1階

## 隣の駅
中国鉄路総公司
京広旅客専用線
汨羅東駅 - 長沙南駅 - 株洲西駅
滬昆旅客専用線
醴陵東駅 - 長沙南駅 - 湘潭北駅
長沙地下鉄
■2号線
杜花路駅 - 長沙火車南站駅 - 光達駅
湖南磁浮交通発展股份有限公司
■長沙磁浮快線
磁浮高鉄駅 - 磁浮㮾梨駅